# 恭城武庙戏台
恭城武庙戏台，位于中国广西壮族自治区恭城县城，为一个省级文物保护单位，类型为古建筑及历史纪念建筑物，为第二批广西壮族自治区文物保护单位，公布时间为1981年8月25日。
恭城武庙戏台的历史年代为清。